# Neodymium-144
Neodymium-144 of 144Nd is een langlevende radioactieve isotoop van neodymium, een lanthanide. De abundantie op Aarde bedraagt 23,8%.
Neodymium-144 ontstaat onder meer bij het radioactief verval van praseodymium-144, promethium-144 en samarium-148.
{\displaystyle {\ce {{^{144}_{59}Pr}->{^{144}_{60}Nd}+{e^{-}}+{\bar {\nu }}_{e}}}}
{\displaystyle {\ce {{^{144}_{61}Pm}->{^{144}_{60}Nd}+{e^{+}}+{\nu }_{e}}}}

## Radioactief verval
Neodymium-144 vervalt door alfaverval naar de stabiele isotoop cerium-140:
{\displaystyle \mathrm {^{144}_{\ 60}Nd\ \longrightarrow \ _{\ 58}^{140}Ce\ +\ \alpha } }
De halveringstijd bedraagt ongeveer 2,3 biljard jaar. Aangezien dit duizenden malen groter is dan de leeftijd van het universum wordt de isotoop soms als stabiel beschouwd.
124Nd · 125Nd · 126Nd · 127Nd · 128Nd · 129Nd · 130Nd · 131Nd · 132Nd · 133Nd · 133m1Nd · 133m2Nd · 134Nd · 134mNd · 135Nd · 135mNd · 136Nd · 137Nd · 137mNd · 138Nd · 138mNd · 139Nd · 139m1Nd · 139m2Nd · 140Nd · 140mNd · 141Nd · 141mNd · 142Nd · 143Nd · 144Nd · 145Nd · 146Nd · 147Nd · 148Nd · 149Nd · 150Nd · 151Nd · 152Nd · 153Nd · 154Nd · 154m1Nd · 154m2Nd · 155Nd · 156Nd · 156mNd · 157Nd · 158Nd · 159Nd · 160Nd · 161Nd · 162Nd